# Lee Novak
Pour les articles homonymes, voir Novak.
Paul Peter Robinson, né le 28 septembre 1988 à Newcastle upon Tyne, est un footballeur anglais qui évolue au poste d'attaquant.

## Biographie
Le 12 août 2015 il est prêté à Chesterfield.
Le 17 juin 2016, il rejoint Charlton Athletic.
Le 31 août 2017, il rejoint Scunthorpe United.
Le 31 janvier 2020, il rejoint Bradford City.

## Palmarès
- Gateshead
  - Vainqueur des play-off du Conference North en 2009.
- Huddersfield Town
  - Vainqueur des play-off du Champion d'Angleterre de D3 en 2012.